# حاجی‌آباد دره صیدی
حاجی‌آباد زند روستایی است از توابع شهرستان بروجرد در استان لرستان. این روستا در دهستان دره‌صیدی در بخش مرکزی این شهرستان قرار دارد.

## جمعیت
بنابر سرشماری مرکز آمار ایران، جمعیت حاجی‌آباد در سال ۱۳۸۵ برابر با ۵۲ نفر بوده‌است که از این میان ۳۲ نفر مرد و بقیه زن بوده‌اند. این روستا ۱۶ خانوار دارد.

## تاریخچه روستا
روستای حاجی‌آباد موسوم به حاجی‌آباد زندی (حاجی‌آباد زند)، طبق شواهد موجود و به استناد اظهارات و گفته‌های اهالی قدیمی روستا، قدمت روستا به دوران قاجاریه بازمی‌گردد، بنیان‌گذار روستا شخصی به نام حاجی احمد خان زند (منسوب به خاندان زند و کریم خان زند)می‌باشد. پس از فروپاشی زندیه و استقرار قاجارها طایفه زند به نقاط مختلف پراکنده می‌شوند. بخشی از این طایفه به لرستان که خاستگاه اصلی ایل زند بوده، بازمی‌گردند. بر همین سیاق احمد خان با خانواده و وابستگان، این منطقه زیبا را خریداری و روستای حاجی‌آباد را بنیان‌گذاری
می‌کند. نوادگان وی هنوز در روستا حضور دارند و بخشی از بناهای قدیمی روستا هنوز پابرجا هستند.